# Baie Moreton

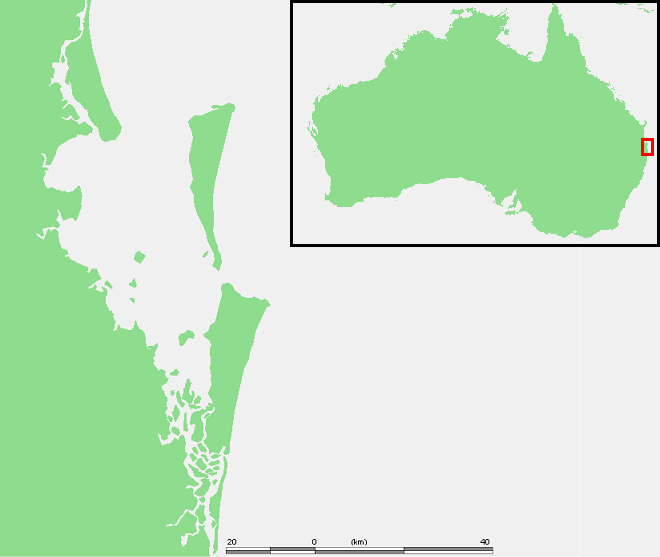
La baie Moreton, Queensland, Australie

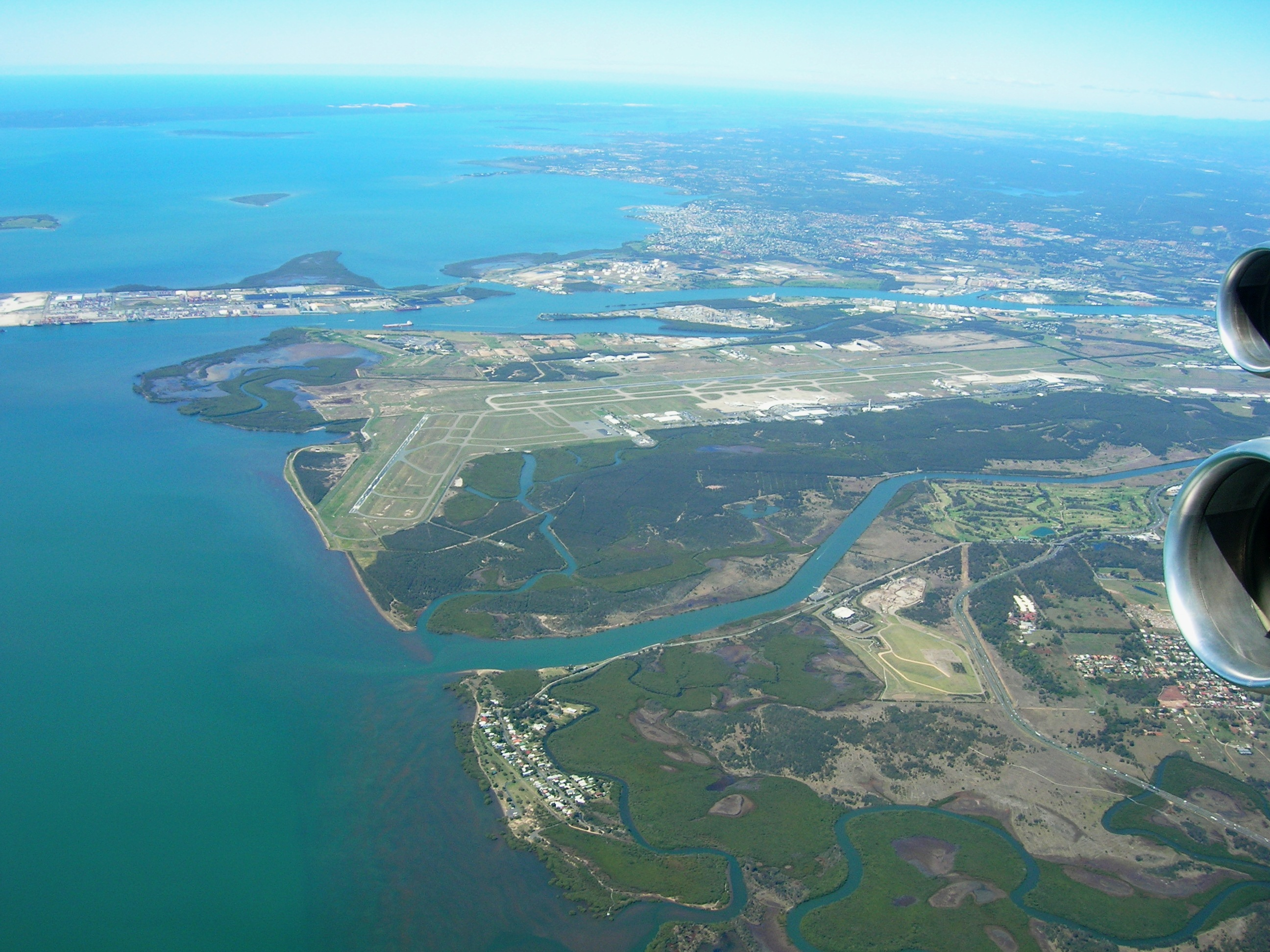
Vue de l'embouchure de la Brisbane River et du sud de la baie de Moreton. Au-delà de l'île du port de Brisbane, on distingue de gauche à droite, les îlots de St Helena et Green Island, ainsi que plus loin l'île Peel, et tout à fait à l'arrière-plan, l'île Stradbroke-Nord.

La baie Moreton ou baie de Moreton (Moreton Bay) est une grande baie sur la côte orientale de l'Australie à l'entrée de Brisbane, la capitale de l'État du Queensland.
Elle doit son nom au capitaine James Cook. Il lui donna le nom de Lord Morton, le président de la Royal Society anglaise à l'époque mais son nom fut mal retranscrit.

## Géographie
La baie s'étend sur 160 km, de Caloundra dans le nord jusqu'au Surfers Paradise dans le sud. Elle est séparée de l'Océan Pacifique par une succession de trois îles de sable. L'île Moreton est au nord, les îles Stradbroke Nord et Stradbroke Sud dans le sud. L'île Moreton est protégée en tant que Parc National de l'île Moreton. La baie elle-même contient environ 360 îles en tout.
La baie est en grande partie peu profonde et sablonneuse, bien qu'un canal important soit maintenu pour permettre l'accès au Port de Brisbane pour la navigation internationale.
Les rivières Nerang, Comera, Logan, Brisbane, Pine et Caboolture se jettent dans la baie Moreton.

## Histoire
La Baie Moreton et ses îles étaient autrefois habitées par des tribus aborigènes. La baie fut nommée par le Capitaine Cook, qui navigua devant son entrée en 1770. Matthew Flinders fut le premier européen à pénétrer dans la baie en 1799. Il fut suivi par John Oxley, qui trouva la Brisbane en 1823. L'année suivante, Oxley établit la première colonie européenne dans la baie sur le site actuel de Redcliffe. La région abrita un centre pénitentiaire.

## Faune et flore

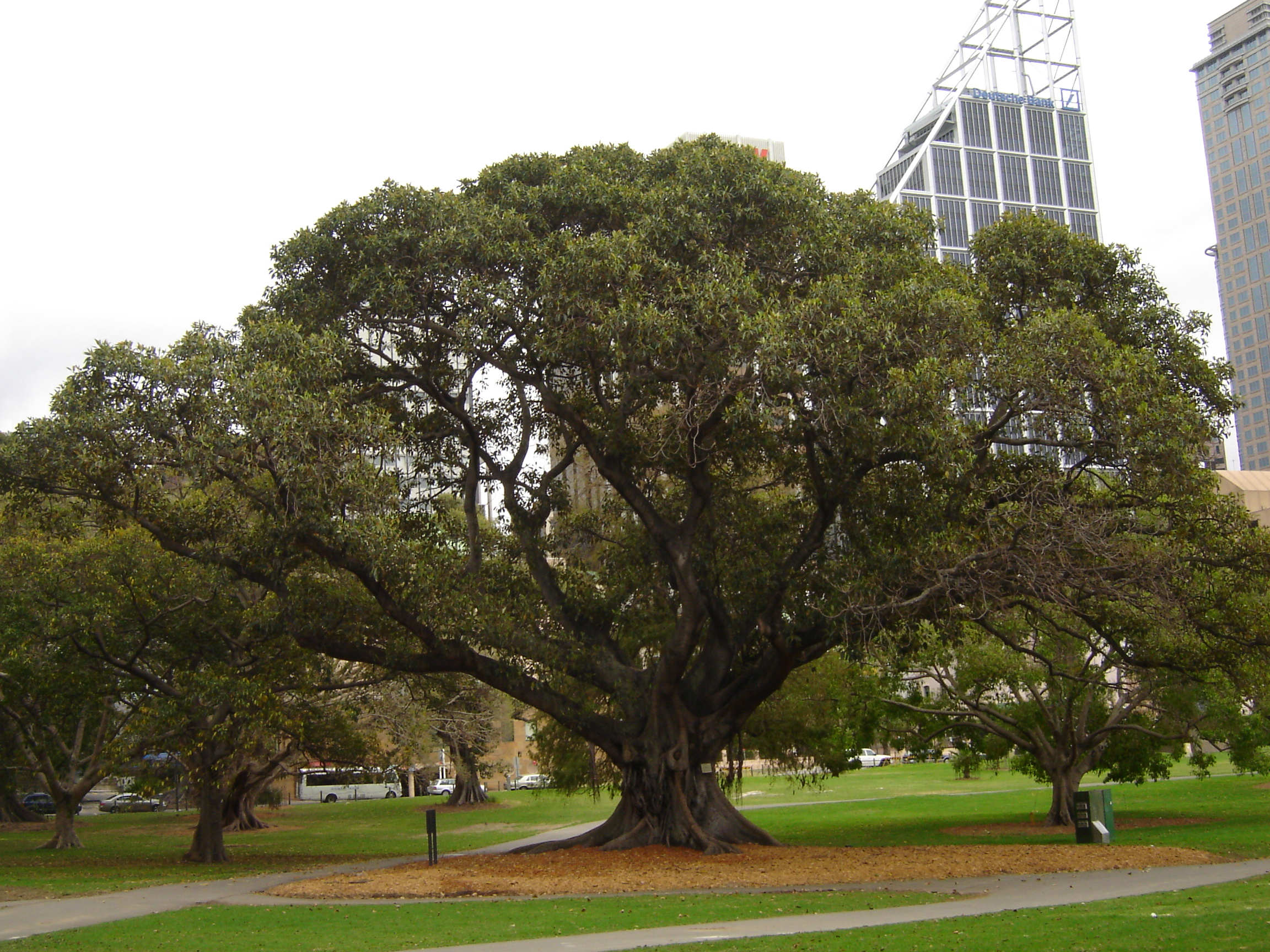
Le figuier de la baie Moreton.

La baie abrite une faune riche et variée. Elle est notamment connue pour abriter toute sorte de poissons, et pour être sur le chemin de migration des baleines à bosses, ce qui constitue une attraction touristique.
À cause de la dégradation de la qualité de l'eau, de la pollution et de la forte activité humaine dans la zone, la faune et la flore (dont notamment les mangroves) sont aujourd'hui menacées.
La baie a également donné son nom à une espèce de figuier : le figuier de la baie de Moreton (Ficus macrophylla) et à un crustacé : la cigale de la baie Moreton (Thenus orientalis) très apprécié dans la cuisine régionale.

## Protection environnementale
Le baie fait l'objet d'un parc marin depuis 1992 (Moreton Bay Marine Park). Elle est classée site Ramsar depuis le 22 octobre 1993.